# Bleu autour
Les Éditions Bleu autour, ou Bleu autour, sont une maison d'édition française fondée en 1997 et installée à Saint-Pourçain-sur-Sioule dans l'Allier. 

## Publications
Bleu autour publie des œuvres de fiction ainsi que des ouvrages documentaires ou historiques, dans cinq collections : 
- D'un lieu l'autre[2] : récits littéraires et œuvres de fiction, contemporain.e.s ou non, souvent lié.e.s au voyage ou à des lieux hors de France. Cette collection contient notamment des ouvrages de langue française (Leïla Sebbar[3], Jean-Michel Belorgey, Rosie Pinhas-Delpuech, Luc Baptiste), des traductions de la littérature turque (Sait Faik Abasıyanık, Nedim Gürsel, Yachar Kemal[4], Füruzan), arménienne (Raffi[5]), anglaise (Moris Farhi[6]), russe (Evguéni Grichkovets), etc, ainsi que des ouvrages collectifs (Une enfance juive en Méditerranée musulmane ou A l'école en Algérie, des années 1930 à l'indépendance). Dans cette collection, l'ouvrage Notre Chanel de Jean Lebrun a obtenu le prix Goncourt de la biographie 2014 [7].
- D'un regard l'autre[8] : ouvrages mariant textes et images, tantôt documentaires (série d'ouvrages autour de cartes postales anciennes, telles que Juives d'Afrique du Nord, par Clémence Boulouque et Nicole Serfaty), historiques (série de Eloi Valat autour de la Commune de Paris[9]) ou "beaux livres" (Pierre Loti dessinateur - une œuvre au long cours par Alain Quella-Villéger et Bruno Vercier, Grand prix de l'Académie de marine, 2011[10]).
- La petite collection de Bleu autour[11] : collection regroupant des textes hétéroclites, œuvres de fiction contemporaines (Michel C. Thomas, Jean-Luc Coudray, Enis Batur), journaux (Raphaël Krafft[12], Marie-Dominique Arrighi[13]), essais (Jean-Marie Borzeix, Bruno Vercier) ou rééditions de textes anciens (Bug-Jargal, premier roman de Victor Hugo, l'article Femme du Grand dictionnaire universel du XIXe siècle, une sélection de textes de Hubertine Auclert).
- Classiques[14] : rééditions commentées et illustrées de textes classiques de Louise Michel, Octave Mirbeau, Valery Larbaud, Alain-Fournier, Daniel Halévy...
- Céladon[15] : collection accueillant des formes littéraires courtes et, pour leurs auteurs (notamment Eric Poindron, Véronique Bruez, Jean-Marie Borzeix[16]), expérimentales.

Bleu autour a publié une revue littéraire de 2002 à 2005 : JIM (Journal Intime du Massif Central).  
Jusqu'en 2011, Bleu autour a diffusé et distribué ses ouvrages par ses propres moyens (ainsi que ceux de Tinta blava, qui publiait des romans traduits du catalan, avec des auteurs comme Mercè Ibarz).